# Mammillaria brandegeei
Mammilla brandegeei là một loài thực vật có hoa trong họ Cactaceae. Loài này được (J.M. Coult.) K. Brandegee mô tả khoa học đầu tiên năm 1897.

## Hình ảnh

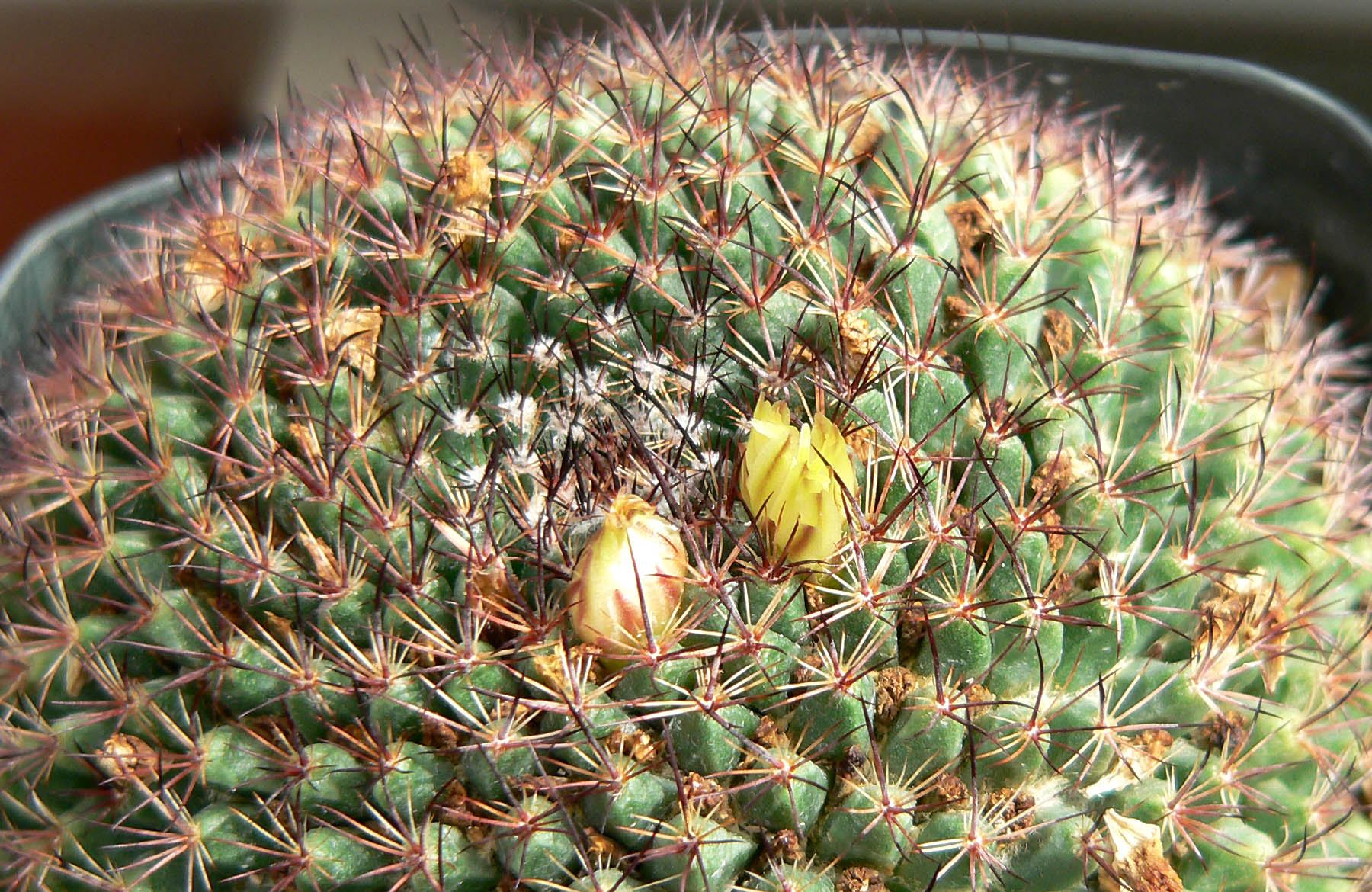